# Venilale

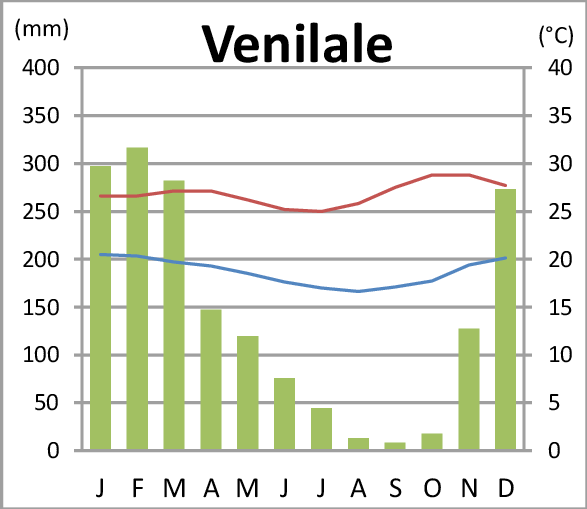
Clima de Venilale

Venilale (antigamente chamada Vila Viçosa) é uma cidade timorense localizada a cerca de 27 quilômetros ao sul de cidade Baucau.   
Etimologicamente Venilale origem da palavra "Brinilale". Venilale é um posto administrativo que pertence ao município de Baucau, Timor Leste. A população total no posto administrativo de Venilale é de cerca de 17.495 em 2015 pessoas e possui uma área de 155,70 km². É composto por oito sucos (aldeias): Bado-Ho'o, Baha Mori, Fatulia, Uailaha, Uai Oli, Uatu Haco, Uma Ana Ico e Uma Ana Ulo. As línguas locais faladas incluem Midiki, Makasae e tétum. O Português, Inglês e Indonésio são faladas por algumas pessoas neste posto administrativo.

## Turismo

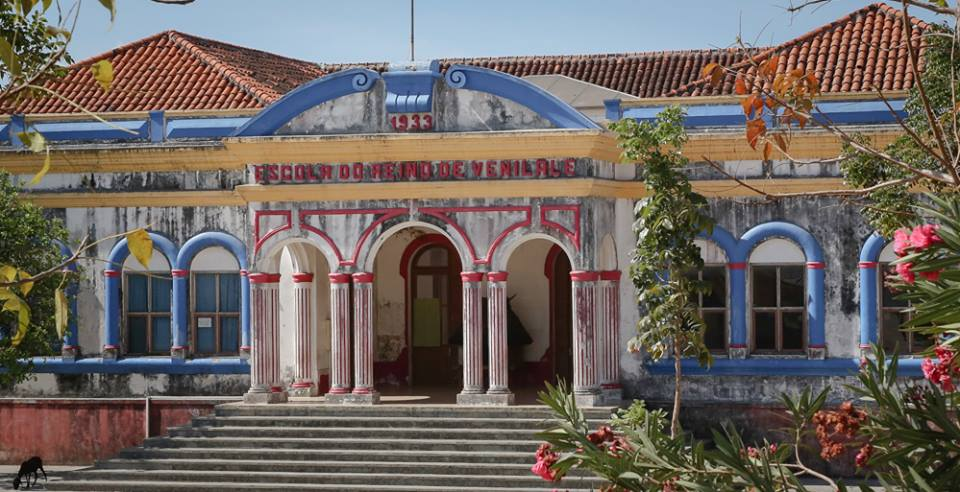
A escola do Reino de Venilale (2015)

Venilale tem sido um destino popular, mesmo na era colonial Portuguesa, conhecida pelas suas temperaturas mais frias, atrações naturais, como fontes termais (lagoa Waikana), uma ponte natural e uma casa antiga portuguesa (Escola do Reino de Venilale). Mais recentemente, tornou-se famosa por suas cavernas (Gua tujuh), construída pelos japoneses durante a Segunda Guerra Mundial e que foi usado como esconderijo para os combatentes da liberdade Fretilin durante a ocupação indonésia.
Alguns desses locais sagrados possuem um importante significado cultural. Um centro de informações turísticas foi criado na delegacia de polícia, que é uma impressionante estrutura erguida no centro da cidade. Guias deste centro de turismo estão disponíveis para traduzir, mostrar e obter a permissão para explorar a área. 

## Economia
A economia da região é predominantemente rural, com base em arroz cultivado em socalcos trabalhados por búfalos de água, ou em alguns casos por enxadas rotativas ou tractores. Outras culturas são a banana, amendoim, café, copra, milho e vegetais, e existem porcos, cabras, galinhas e algumas vacas e cavalos. A maioria dos habitantes são agricultores de subsistência e enfrentam muitos obstáculos: as baixas colheitas, falta de acesso à água potável, infra-estrutura deficiente e acesso ao mercado inadequado, bem como a baixa alfabetização e níveis de ensino.
Um mercado é dinamizado em Venilale duas vezes por semana (quartas e sábados), e há também um mercado de sexta-feira no suco Bercoli. Estes mercados formam um foco para a vida económica e social dos habitantes e muitos caminham horas para trazer os seus produtos para a venda. Para além destes mercados existem quiosques da família, com pouca capacidade de armazenar uma grande variedade de mercadorias.